# Elin Johansson
Elin Johansson (Skellefteå, 5 d'agost de 1990) és una esportista sueca que competeix en taekwondo.
Als Jocs Europeus de Bakú 2015 va aconseguir una medalla de bronze en la categoria de –67 kg. Va guanyar dues medalles de bronze al Campionat Europeu de Taekwondo, en els anys 2008 i 2012.

## Palmarès internacional
| Jocs Europeus     | Jocs Europeus            | Jocs Europeus | Jocs Europeus |
| Any               | Lloc                     | Medalla       | Categoria     |
| ----------------- | ------------------------ | ------------- | ------------- |
| 2015              | Bakú ( Azerbaidjan)      | 3             | –67 kg        |
| Campionat Europeu |                          |               |               |
| Any               | Lloc                     | Medalla       | Categoria     |
| 2008              | Roma ( Itàlia)           | 3             | –59 kg        |
| 2012              | Manchester ( Regne Unit) | 3             | –67 kg        |